# Кутб ад-Дин Мелик-шах
Кутб ад-Дин Мелик-шах (тур. Kutbüddin Melikşah) или Мелик-шах II (ум. в 1197 году) — представитель анатолийской ветви династии Сельджукидов, старший сын иконийского султана Кылыч-Арслана II, удельный правитель (малик) Себастии (Сиваса) и Архелаи (Аксарая) с 1186 года, фактический правитель Иконьи в 1190—1192 годах.

## Происхождение
Кутб ад-Дин Мелик-шах был старшим из десяти или одиннадцати сыновей иконийского султана Кылыч-Арслана II и принадлежал к анатолийской ветви династии Сельджукидов.

## Борьба за власть
После тридцати лет правления семидесятилетний султан Кылыч-Арслан II, усталый и больной, стремясь переложить бремя власти на своих наследников и провести последние годы жизни в покое и умиротворении, официально разделил Иконийский султанат на уделы между своими девятью сыновьями, братом и племянником (по другой версии — между одиннадцатью сыновьями), оставив за собой лишь титул султана и Иконий — столицу султаната. Кутб ад-Дин Мелик-шах получил в качестве удела территории Себастии и Архелаи. Удельные правители (малики) обязаны были признавать султана своим сюзереном и один раз в год являться к нему со своим войском, однако фактически стали полунезависимыми правителями — в своих уделах малики чеканили монеты со своими именами, их имена упоминались в хутбе после имени султана и наносились на возведённые ими здания, более того, они даже могли сами заключить договоры с Византией. До наших дней сохранились монеты и надписи Кутб ад-Дина Мелик-шаха и четырёх его братьев-маликов. Точный год раздела султаната на уделы неизвестен. Турецкие исследователи (Салим Коджа, Осман Туран и другие) сходятся во мнении, что это произошло в 1185—1186 годах. Советский тюрколог В. А. Гордлевский считал, что раздел имел место в 1188 году. Мелик-шах не одобрил это решение отца. Считая себя законным наследником иконийского престола, он не стал дожидаться его смерти и решил установить свой сюзеренитет над остальными уделами султаната, разделив верховную власть с отцом или даже раньше времени сменив его во главе Иконийского султаната. Для достижения этой цели Кутб ад-Дин Мелик-шах первым делом решил установить контроль над столицей и всей территорией Кылыч-Арслана.
В первой половине 1189 года во главе туркменских отрядов он двинулся на Иконий, но был разбит войсками Кылыч-Арслана. Действия Мелик-шаха, однако, привели к раздору между султаном и его старым советником и визирем Ихтияр ад-Дином Хасаном из старинного византийского рода Гаврасов. Согласно Михаилу Сирийцу, Хасан настраивал Кылыч-Арслана против Кутб ад-Дина. В сентябре того же года Хасан подал в отставку и отправился на покой во владения Мангуджакида Фахр ад-Дина Бахрам-шаха, но по пути был убит туркменами. Зимой 1189/90 года Мелик-шах во главе своих туркменов каким то образом всё же взял Иконий и принудил своего отца разделить с ним верховную власть над султанатом.